# L-08C
L-08C（エル ゼロ はち シー）は、LGエレクトロニクスジャパンによって開発された、NTTドコモによるHSDPA/HSUPA対応のUSB接続型・FOMAデータ通信端末。

## 概要
NTTドコモが2009年6月に発売されたL-05Aの小型、簡易版のモデルとなり、2010年12月に発売されたL-02Cのように3.9世代携帯電話LTEには対応しない。
本体はUSB接続型でストレートタイプとなっており、NTTドコモのUSB接続タイプの端末としては最軽量となる。またUSB端子部分にはキャップがついており、気軽に持ち運ぶことが可能となる。
通信速度は日本国内のFOMAハイスピードエリア内では、受信速度最大7.2Mbps及び送信速度最大5.7Mbpsに対応。エリア外では、送受信最大384kbpsに対応する。また、日本国外では、W-CDMAネットワークでのローミング (WORLD WING) が可能な端末である。GPRSには対応しない。
L-02Cなどと同様に、ゼロインストール機能が搭載されており、L-08Cをパソコンに接続するだけでUSBポート経由で「通信設定ファイル（ドライバー）」と「L-08C 接続ソフト」のインストール画面が自動で行うことが可能となる。

## 歴史
- 2011年1月27日 - 技術基準適合証明 (TELEC) 通過
- 2011年2月8日 - 電気通信端末機器審査協会 (JATE) 通過
- 2011年5月16日 - 本製品を発表
- 2011年5月25日 - 事前予約開始
- 2011年5月28日 - 発売開始